# Carmo do Paranaíba
Carmo do Paranaíba é um município brasileiro do estado de Minas Gerais. Sua população, conforme o censo do IBGE de 2022, era de 29 011 habitantes.

## História
Carmo do Paranaíba, antigo distrito criado em 1846 (denominação: Nossa Senhora do Carmo), recebeu status em 1876 de vila e em 4 de outubro de 1887 de cidade.